# Salpesia villosa
Salpesia villosa är en spindelart som först beskrevs av Eugen von Keyserling 1883.  Salpesia villosa ingår i släktet Salpesia och familjen hoppspindlar. Inga underarter finns listade i Catalogue of Life.